# Stanford-Prison-Experiment

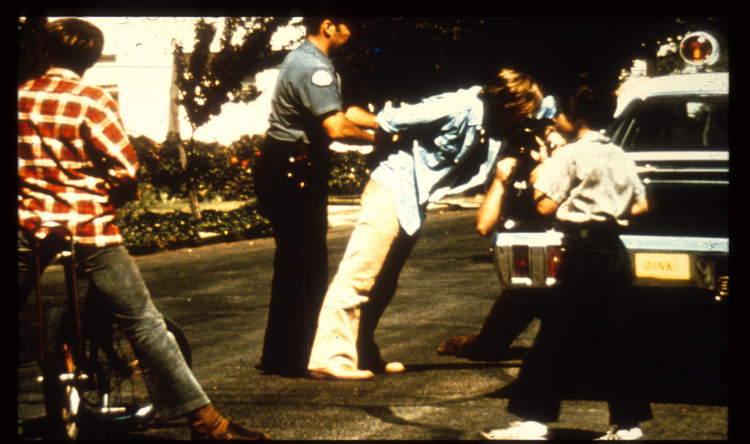
Inszenierte Verhaftung der Teilnehmer

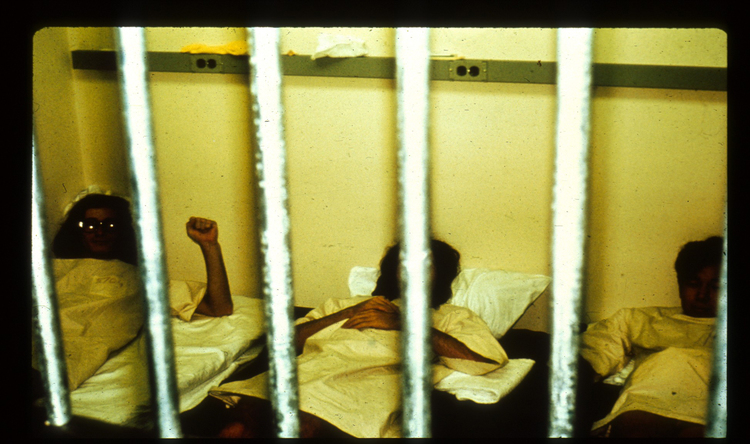
Drei „Gefangene“ in ihrer Zelle

Das Stanford-Prison-Experiment (deutsch: das Stanford-Gefängnis-Experiment) war ein psychologisches Experiment zur Erforschung menschlichen Verhaltens unter den Bedingungen der Gefangenschaft, speziell unter den Feldbedingungen des echten Gefängnislebens. Der Versuch wurde 1971 von den US-amerikanischen Psychologen Philip Zimbardo, Craig Haney und Curtis Banks an der Stanford University durchgeführt und vorzeitig abgebrochen. Sowohl mit Blick auf seine Befunde als auch auf seine Methoden und die dahinterstehende Forschungsethik ist es bis heute ein kontrovers diskutierter Fall.

## Verlauf

### Bewerbung und Verhaftung

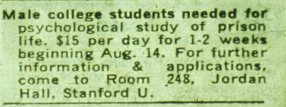
Zeitungsannonce zur Rekrutierung von Teilnehmern am Experiment

Auf eine von den Wissenschaftlern geschaltete Zeitungsannonce in Palo Alto meldeten sich über 70 Studenten. Bei diagnostischen Interviews und einem Persönlichkeitstest wurden 24 Studenten aus der Mittelschicht ausgewählt, die normale, durchschnittliche Ergebnisse erzielten. Sie wurden für 15 Dollar pro Tag engagiert (kaufkraftbereinigt 2025: ca. 116 Dollar). Die ausgewählten Studenten wurden durch Münzwurf zufällig in zwei Gruppen eingeteilt – Wärter und Gefangene. Die Gefangenen mussten im Vorfeld Dokumente unterschreiben, in denen sie auf einige ihrer Grundrechte verzichteten, solange sie im „Gefängnis“ waren.
Ein paar Tage später wurden die Gefangenen „verhaftet“: Echte Polizisten nahmen sie öffentlich wegen bewaffneten Raubes und Einbruchs fest, klärten sie über ihre Rechte auf und brachten sie auf die Polizeiwache. Dort warteten sie mit verbundenen Augen in Untersuchungszellen. Von dort wurden sie dann zum Institut überführt und nach Aufnahme ihrer Personalien in extra für dieses Experiment eingerichtete Zellen gesperrt.
Die drei Zellen befanden sich im Keller der Universität. Die Originaltüren der eigentlichen Laborräume waren durch extra angefertigte Gittertüren ersetzt worden. Das Flurstück davor war „Gefängnishof“ und wurde an den Enden mit Holzwänden geschlossen. Durch feine Löcher in diesen Wänden wurde das Geschehen im Innern gefilmt. Durch die Sprechanlage wurden die Experimentteilnehmer abgehört. Es gab keine Fenster. Als Isolierzelle diente das so genannte „Loch“: eine Art Wandschrank, der eine Grundfläche von 62 × 62 cm hatte, so hoch war, dass man aufrecht darin stehen konnte, und in dem es bei geschlossener Tür absolut dunkel war.

### Ereignisse im „Gefängnis“
Diejenigen, die Wärter darstellen sollten, wurden mit Uniformen, von der Polizei geliehenen Gummiknüppeln und Sonnenbrillen ausgestattet. Die Gefangenen wurden alle von dem „stellvertretenden Anstaltsleiter“ persönlich begrüßt. Danach wurde jeder Gefangene entlaust und bekam eine schwere Fußkette angelegt; bekleidet wurde er mit einem kurzen Krankenhaushemd ohne Unterwäsche sowie einer eng anliegenden Mütze über die Haare.
Die Gefangenen erhielten Nummern, die sie statt ihrer Namen zu verwenden hatten. Diese Nummern waren auch auf der Vorder- und Rückseite ihrer Kittel angebracht. Im Falle eines Ausbruchs, so wurden die Wärter informiert, würde das Experiment abgebrochen werden. Laut offiziellem Versuchsaufbau hatten die Wärter die Freiheit, eigenständig Regeln auszuarbeiten und alle nötigen Maßnahmen zu ergreifen, um Ruhe und Ordnung im „Gefängnis“ zu wahren. Einige Studienteilnehmer gaben jedoch später an, sie seien vom Studienleiter zu bestimmtem, besonders strengem Verhalten gedrängt worden. 
Die Gefangenen wurden immer zu dritt in eine Zelle gesperrt. Die Zellen waren nur so groß, dass gerade drei einfache Pritschen darin Platz hatten. Toiletten gab es in den Zellen nicht. Wenn ein Gefangener auf die Toilette musste, so musste er erst die Erlaubnis eines Wärters einholen. Dann wurde er mit verbundenen Augen auf die Toilette geführt, damit er den Ausgang nicht sehen konnte.
Anfangs probierten beide Parteien ihre Rollen erst aus, um zu sehen, wo ihre Grenzen lagen. Die Wärter riefen die Gefangenen zu beliebigen Tag- und Nachtzeiten aus dem Bett zu Zählappellen. Einerseits sollten die Gefangenen dadurch mit ihren Nummern vertraut gemacht werden und andererseits die absolute Macht der Wärter über die Gefangenen demonstriert werden. Außerdem setzten die Wärter zur Bestrafung gern Liegestütze ein.
Bereits am Morgen des zweiten Tages brach ein Aufstand aus. Die Gefangenen blockierten die Zellentüren, rissen ihre Nummern von den Kitteln und zogen sich die Strümpfe vom Kopf. Die Wärter schlugen den Aufstand nieder, indem sie mit Feuerlöschern eisiges Kohlendioxid in die Zellen sprühten und die Gefangenen dadurch zwangen, die Türen freizugeben. Danach wurden allen Gefangenen die Kleidung und Betten entzogen. Ab diesem Zeitpunkt demütigten die Wärter die Gefangenen bei jeder Gelegenheit, alles wurde zum Privileg. So mussten die Gefangenen nach dem Zapfenstreich um 22:00 Uhr, wenn das Licht aus und die Zellen geschlossen waren, die Eimer in den Zellen für ihre Fäkalien benutzen, da die Wärter ihnen den Gang zur Toilette verweigerten. Dadurch roch das Gefängnis nach kurzer Zeit stark nach Kot und Urin, was die Atmosphäre in dem stickigen Kellergewölbe weiter beeinflusste.
Es wurde eine „privilegierte Zelle“ für die Gefangenen eingerichtet, die sich nicht oder kaum am Aufstand beteiligt hatten. Diese bekamen Kleidung und Betten zurück und bekamen darüber hinaus Essen in Anwesenheit der anderen, während diese nichts bekamen. Nach einem halben Tag wurden die privilegierten mit den sanktionierten Gefangenen gemischt. Dies sorgte für Verwirrung und die Rädelsführer des Aufstandes hielten die Privilegierten für Spitzel. Damit brachen die Wärter die Solidarität unter den Gefangenen und verhinderten so weitere koordinierte Aktionen der Gefangenen.

### Eskalation und Abbruch des Experiments
Das Experiment geriet schnell außer Kontrolle. Nach drei Tagen zeigte ein „Gefangener“ extreme Stressreaktionen und musste entlassen werden. Einige der Wärter zeigten sadistische Verhaltensweisen, speziell bei Nacht, wenn sie vermuteten, dass die angebrachten Kameras nicht in Betrieb waren. Teilweise mussten die Experimentatoren einschreiten, um Misshandlungen zu verhindern. Nach nur sechs Tagen (zwei Wochen waren ursprünglich geplant) musste das Experiment abgebrochen werden, insbesondere, weil die Versuchsleiter feststellten, dass sie selbst ihre Objektivität verloren, ins Experiment hineingezogen wurden und gegen den Aufstand der Gefangenen agierten.
Bei Beendigung des Experiments hatten vier Gefangene emotionale Zusammenbrüche erlitten und mussten infolgedessen vorzeitig aus dem Gefängnis entlassen werden. Ein anderer Gefangener bekam einen psychisch bedingten Hautausschlag, als er erfuhr, dass sein „Bewährungsgesuch“ abgelehnt worden war. Der Rest der Gefangenen versuchte, die Situation durch Unterwürfigkeit zu meistern und den Befehlen der Wärter so korrekt wie möglich Folge zu leisten. Die Gruppe der Gefangenen war zerschlagen, jeder war nur noch Einzelner – auf sich allein gestellt und aufs Überleben fixiert.
Das Experiment wurde am 20. August 1971 vorzeitig beendet. Ein Treffen mit allen Beteiligten ein Jahr danach zeigte, dass bei keinem Beteiligten psychische Spätfolgen aufgetreten waren.

## Psychologische Theorien und Analysen
Wärter und Gefangene trugen zu ihren Rollen passende Uniformen, Gefangene bekamen Nummern zugeteilt, mit denen sie anzusprechen waren, und Wärter erhielten verspiegelte Sonnenbrillen, die den direkten Blickkontakt unmöglich machten. Der Leiter des Experiments gab den Teilnehmern nur wenige Instruktionen, und es wurden nur wenige Beschränkungen in Bezug auf ihr Verhalten gemacht. Schnell entwickelte sich eine Zusammenstellung von Verhaltensweisen, die denen in echten Gefängnissen bemerkenswert ähnlich waren – dazu gehörten Grausamkeiten, unmenschliche Behandlungen und massive Nichtachtung von Mitmenschen, die bei allen Teilnehmern augenscheinlich präsent waren. 
Zimbardo begründete diese Verhaltensweisen mit starken sozialen Kräften, die hier am Werk sein mussten. Wörtlich meint er (S. 208): 
„In die situativen Kräfte sind eine Reihe von Faktoren eingeflossen, von denen keiner für sich genommen sonderlich dramatisch war, die jedoch zusammen eine machtvolle Synthese bildeten.“
Diese Faktoren sind:
- Anonymität und Deindividuation
- Macht der Regeln und Vorschriften
- Rollen und Verantwortung für Übertretungen
- Kognitive Dissonanz
- Bedürfnis nach sozialer Billigung

### Anonymität und Deindividuation
Unter anderem durch Deindividuation der Teilnehmer – das Reduzieren der Menschen auf ihre zugewiesenen Rollen – seien diese Verhaltensweisen hervorgerufen worden. Deindividuation kann aus den oben genannten Aspekten hervorgehen, wie dem Tragen von gleicher Uniform, spiegelnden Sonnenbrillen und Nummern an der Stelle von Namen, was den Menschen hinter seiner Rolle zurücktreten lässt, Anonymität fördert und persönliche Verantwortung reduziert. Er „wird“ zu seiner Rolle. Die Situation selbst mag hier viel mehr zu diesen Vorkommnissen geführt haben als die persönlichen Eigenschaften der Teilnehmer.

### Macht der Regeln und Vorschriften
Regeln sind ein einfaches Mittel, um menschliches Verhalten zu steuern. Sie legen fest, was akzeptabel ist und belohnt wird und was inakzeptabel ist und daher bestraft wird. Die Wärter konnten die meisten der Misshandlungen der Häftlinge mit dem Hinweis auf „die Vorschriften“ rechtfertigen.

### Rollen und Verantwortung für Übertretungen
Menschen können leicht in eine Rolle schlüpfen und diese schnell verinnerlichen. Somit ist zu erklären, warum die Häftlinge nicht auf die Idee kamen, das Gefängnis unter Verzicht auf die Bezahlung zu verlassen, obwohl es bei einer entsprechenden Willensäußerung möglich gewesen wäre. Sie hatten die Rolle bereits internalisiert.
Auf der anderen Seite können wir uns auch ebenso leicht davon freimachen und, wenn es notwendig ist, unsere persönliche Verantwortung für den durch unser rollengesteuertes Verhalten entstandenen Schaden „wegerklären“. Die Wärter schieben die Verantwortung für ihre Übertretungen nicht sich, sondern ihrer Rolle zu.

### Kognitive Dissonanz
Kognitive Dissonanz bildet wahrscheinlich einen wichtigen Grund für die Verinnerlichung des Rollenverhaltens und für die Unterstützung kognitiver und affektiver Reaktionen, die für das zunehmend brutale und missbräuchliche Verhalten der Wärter verantwortlich war.

### Bedürfnis nach sozialer Billigung
Zusätzlich zu den Dissonanzeffekten waren die Wärter auch Konformitätsdruck ausgesetzt. Durch den Gruppendruck der Wärter war es wichtig, ein Teamplayer zu sein und den Überschreitungen nicht untätig zuzusehen.

## Kritik
Schon wenige Jahre danach setzte eine Kritik an der Methodik des Stanford-Prison-Experiments an, die bis heute anhält. Die Kritik schloss an die zentrale methodologische Debatte in der Sozialpsychologie an. 

### Ausleben von Stereotypen von Gefangenen und Wärtern
Ali Banuzizi und Siamak Movahedi kritisierten, dass die Versuchspersonen in dem Experiment nicht auf die durch das simulierte Gefängnis produzierten Situationen reagierten, sondern vielmehr in dem Experiment ihre Vorstellung davon auslebten, wie sich Wärter und Gefangene in einem Gefängnis „typisch“ verhalten. In dem Experiment sei gar nicht ein richtiges Gefängnis geschaffen worden, sondern lediglich der Anschein eines Gefängnisses erweckt worden, in dem die Teilnehmer dann lediglich versucht hätten, sich entsprechend der Stereotypen von Wärtern und Gefangenen zu verhalten. Andererseits entsprang die Theatralik der Erkenntnis, dass es sich bei dem vermeintlichen Studentenjob tatsächlich um eine gefängnisähnliche Situation handelte, als aussteigewillige Teilnehmer erfuhren, sie könnten die Simulation nicht vorzeitig verlassen.

### Reproduzierbarkeit des Experiments
Zweifel bestanden an der Generalisierbarkeit der Ergebnisse des Experiments. Im Gegensatz zum Milgram-Experiment, in dem insgesamt das Experiment in verschiedenen Varianten in tausend Abläufen durchgeführt wurde, bestand das Stanford-Prison-Experiment aus insgesamt nur einem mehrtägigen Ablauf. 1979 wurde das Experiment in einem Fall mit ähnlichem Ergebnis in Australien reproduziert. 
Als die britischen Psychologen Alexander Haslam und Stephen Reicher das Experiment 2001 für die BBC reproduzierten, kam es jedoch nicht zu einer Konflikteskalation, sondern zu einer Solidarisierung zwischen Wärtern und Gefangenen. Anders als Zimbardo hatten Haslam und Reicher den „Wärtern“ keine Vorgaben für ihr Verhalten gemacht.

### Beeinflussung des Ergebnisses durch die Versuchsleiter
Methodisch bemängelt wird insbesondere, dass der eigentlich zu Neutralität und Objektivität verpflichtete Versuchsleiter Philip Zimbardo gleichzeitig als leitender Vollzugsbeamter im Rollenspiel aktiv war und die ihm unterstellten Wärter laufend im Sinne des von ihm erwarteten Ergebnisses beeinflussen konnte. 
Diese Kritik bezieht sich auch auf einen von Zimbardos Assistenten, der als eigentlicher Ideengeber des Experiments gilt und, wie Versuchsteilnehmer später berichteten, die "Wächter" wiederholt zu hartem Vorgehen gegen die "Gefangenen" aufgefordert habe. Zur Begründung hätten Zimbardo und sein Assistent den "Wärtern" gesagt, dass das Gelingen des Experiments von solchem Verhalten der "Wärter" abhänge. Im Nachhinein wurde von verschiedenen Versuchsteilnehmern angegeben, sie hätten ihr Verhalten nur gespielt, weil sie dazu angehalten wurden oder Erwartungen erfüllen wollten. Mehrere Mitwirkende bezeichneten den Ablauf später als „zielgerichtetes Impro-Theater“.
Der Sozialwissenschaftler Thibault Le Texier kritisiert in seinem Buch Histoire d’un mensonge (französisch: Geschichte einer Lüge), auf Tonbändern des Experiments sei zu hören, wie Zimbardo die Wärter zu hartem Verhalten animiert. Berichtet wurde auch, dass Zimbardo Episoden, die ihm nicht ins Konzept passten, gezielt aus den Filmaufnahmen herausgeschnitten habe.

## Rezeption
Der Film Das Experiment (Deutschland 2001, Regie: Oliver Hirschbiegel, Hauptrolle: Moritz Bleibtreu) basiert auf dem Roman Black Box von Mario Giordano, der auf der Geschichte des Stanford-Prison-Experiments beruht. Der Film warb mit dem Untertitel „nach einer wahren Begebenheit“. Allerdings stellte er die Wächter als zum größten Teil sadistisch motiviert dar, was nicht die Realität des Experiments widerspiegelt; dort zeigten nur ein Drittel der Wärter offenes sadistisches Verhalten, während der Rest der Wärter zwar strenge Regeln setzte, aber die Würde der Gefangenen nicht antastete. Zudem wurde keine Person bei dem Experiment – anders als im Film dargestellt – getötet. Unter Androhung juristischer Mittel wurde von Seiten Zimbardos durchgesetzt, dass der Untertitel nicht weitergeführt wird.
Für den polnischen Pavillon der Biennale in Venedig wiederholte der polnische Künstler Artur Żmijewski das Experiment 2005 in Warschau und dokumentierte es filmisch unter dem Titel Repetition.
Im August 2010 erschien unter dem Titel The Experiment unter der Regie von Paul Scheuring ein US-Remake des deutschen Films mit Adrien Brody und Forest Whitaker in den Hauptrollen.
2015 entstand ein weiterer Film von Regisseur Kyle Patrick Alvarez, der auf dem Sundance Filmfestival 2015 unter dem Titel The Stanford Prison Experiment Weltpremiere feierte und den Alfred P. Sloan Feature Film Prize sowie den Waldo Salt Screenwriting Award erhielt.
Die Episode Das Experiment (Originaltitel Not For Nothing) aus der zweiten Staffel der Fernsehserie Life schildert eine Variante dieses Experimentes mit tödlichem Ausgang.
Im Oktober 2023 wurde die Folge Stanford Prison in der Dokumentarfilm-Reihe Legendäre Experimente auf Das Erste ausgestrahlt.

## Dokumentation
- Legendäre Experimente: Stanford Prison (1/3). In: Das Erste. ARD Mediathek, 9. Oktober 2023 (Video verfügbar bis 9. Oktober 2028).[16]